# Câșlița-Dunăre, Ismail
Câșlița-Dunăre (în ucraineană Кислиця, transliterat: Kîslîțea) este un sat în comuna Sofian-Trubaiovca din raionul Ismail, regiunea Odesa, Ucraina. Are 2.973 locuitori, preponderent ucraineni.
Satul este situat la o altitudine de 12 metri, în partea central-sudică a raionului Ismail, pe malul sud-estic al lacului Catalpug, în apropiere de brațul Chilia al Dunării. El se află la o distanță de 22 km est de centrul raional Ismail.
Până în anul 1947 satul a purtat denumirea oficială de Câșlița-Dunăre (în ucraineană Кишліца-Дунєре), în acel an el fiind redenumit Kîslîția.

## Istoric
Satul Câșlița-Dunăre a fost fondat în 1807 de către descendenți ai cazacilor de pe Don necrasovți.
Prin Tratatul de pace de la București, semnat pe 16/28 mai 1812, între Imperiul Rus și Imperiul Otoman, la încheierea războiului ruso-turc din 1806 – 1812, Rusia a ocupat teritoriul de est al Moldovei dintre Prut și Nistru, pe care l-a alăturat Ținutului Hotin și Basarabiei/Bugeacului luate de la turci, denumind ansamblul Basarabia (în 1813) și transformându-l într-o gubernie împărțită în zece ținuturi (Hotin, Soroca, Bălți, Orhei, Lăpușna, Tighina, Cahul, Bolgrad, Chilia și Cetatea Albă, capitala guberniei fiind stabilită la Chișinău).
La începutul secolului al XIX-lea, conform recensământului efectuat de către autoritățile țariste în anul 1817, satul Câșlița făcea parte din Ocolul Chiliei a Ținutului Ismail.
Pentru a-și consolida stăpânirea asupra Basarabiei, autoritățile țariste au sprijinit începând de la începutul războiului stabilirea în sudul Basarabiei a familiilor de imigranți bulgari și găgăuzi din sudul Dunării, precum și a rascolnicilor, aceștia primind terenuri de la ocupanții ruși ai Basarabiei. În 1819, s-au stabilit aici câteva familii de coloniști bulgari.
În urma Tratatului de la Paris din 1856, care încheia Războiul Crimeii (1853-1856), Rusia a retrocedat Moldovei o fâșie de pământ din sud-vestul Basarabiei (cunoscută sub denumirea de Cahul, Bolgrad și Ismail). În urma acestei pierderi teritoriale, Rusia nu a mai avut acces la gurile Dunării. În urma Unirii Moldovei cu Țara Românească din 1859, acest teritoriu a intrat în componența noului stat România (numit până în 1866 "Principatele Unite ale Valahiei și Moldovei").
În urma Tratatului de pace de la Berlin din 1878, România a fost constrânsă să cedeze Rusiei sudul Basarabiei. În perioada de până la primul război mondial, s-au intensificat nemulțumirile țăranilor săraci cauzate de lipsa pământului. În decembrie 1917, activiștii bolșevici au preluat conducerea în sat. Intervenția armatei române a dus la înăbușirea rebeliunii bolșevice și la pacificarea localității.
După Unirea Basarabiei cu România la 27 martie 1918, satul Câșlița-Dunăre a făcut parte din componența României, în Plasa Fântâna Zânelor a județului Ismail. Pe atunci, majoritatea populației era formată din ruși, existând și o comunitate de români. La recensământul din 1930, s-a constatat că din cei 3.059 locuitori din sat, 2.381 erau ruși (77,84%), 562 români (18,37%), 42 bulgari (1,37%), 12 evrei, 1 găgăuz și 61 de altă naționalitate. La 1 ianuarie 1940, din cei 3.456 locuitori ai satului, 1.962 erau ruși (56,77%), 1.474 români (42,65%), 12 evrei și 8 bulgari.
În perioada interbelică, satul s-a aflat în aria de interes a activiștilor bolșevici din URSS, aici existând un comitet revoluționar clandestin. Mai mulți săteni au participat la Răscoala de la Tatarbunar din 1924, organizată de bolșevicii din URSS. În urma înăbușirii revoltei, 31 localnici au fost arestați. În 1925, poliția a arestat alte persoane acuzate de acțiuni subversive. În septembrie 1931, au fost arestați alți 9 localnici acuzați de propagandă comunistă.
Ca urmare a Pactului Ribbentrop-Molotov (1939), Basarabia, Bucovina de Nord și Ținutul Herța au fost anexate de către URSS la 28 iunie 1940. După ce Basarabia a fost ocupată de sovietici, Stalin a dezmembrat-o în trei părți. Astfel, la 2 august 1940, a fost înființată RSS Moldovenească, iar părțile de sud (județele românești Cetatea Albă și Ismail) și de nord (județul Hotin) ale Basarabiei, precum și nordul Bucovinei și Ținutul Herța au fost alipite RSS Ucrainene. La 7 august 1940, a fost creată regiunea Ismail, formată din teritoriile aflate în sudul Basarabiei și care au fost alipite RSS Ucrainene .
În perioada 1941-1944, toate teritoriile anexate anterior de URSS au reintrat în componența României. Apoi, cele trei teritorii au fost reocupate de către URSS în anul 1944 și integrate în componența RSS Ucrainene, conform organizării teritoriale făcute de Stalin după anexarea din 1940, când Basarabia a fost ruptă în trei părți. Un număr de 269 localnici au luptat în cel de-al doilea război mondial, 120 dintre ei murind pe front.
În anul 1947, autoritățile sovietice au schimbat denumirea oficială a satului din cea de Câșlița-Dunăre în cea de Kîslîția. În anul 1954, Regiunea Ismail a fost desființată, iar localitățile componente au fost incluse în Regiunea Odesa.
Începând din anul 1991, satul Câșlița-Dunăre face parte din raionul Ismail al regiunii Odesa din cadrul Ucrainei independente. În prezent, satul are 2.973 locuitori, preponderent ucraineni.

## Economie
Locuitorii satului Câșlița-Dunăre se ocupă în principal cu agricultura, pescuitul și zootehnia. Se cultivă legume, pomi fructiferi și viță de vie și se cresc animale. Ferma din sat se ocupă cu producția de conserve de legume. De asemenea, funcționează și o fermă piscicolă.

## Demografie
Componența lingvistică a comunei Câșlița-Dunăre
     Ucraineană (91,56%)
     Rusă (5,21%)
     Română (1,45%)
     Bulgară (1,31%)
Conform recensământului din 2001, majoritatea populației comunei Câșlița-Dunăre era vorbitoare de ucraineană (91,56%), existând în minoritate și vorbitori de rusă (5,21%), română (1,45%) și bulgară (1,31%).
1930: 3.059 (recensământ) 
1940: 3.456 (estimare)
2001: 2.973 (recensământ)

## Obiective turistice
- Monumentul lui Serghei Kirov
- Monumentul eroilor sovietici din Marele Război pentru Apărarea Patriei